# Хуан Антоніо Бардем
Хуан Антоніо Барде́м Муньйос (ісп. Juan Antonio Bardem; 2 червня 1922, Мадрид — 30 жовтня 2002, Мадрид) — іспанський кінорежисер, сценарист.

## Біографія
Народився 2 червня 1922 року в місті Мадриді (Іспанія). Син акторів Рафаеля Бардема і Матильди Муньйос Сампедро; брат Пілар Бардем і дядько Карлоса і Хав'єра Бардемів. 1947 року закінчив Інститут вивчення і практики кінематографії в Мадриді.
Помер в Мадриді 30 жовтня 2002 року.

## Творчість
1955 року створив один із найкращих своїх фільмів «Смерть велосипедиста», який отримав приз ФІПРЕССІ на Каннському кінофестивалі 1955 року. Серед інших картин: «Головна вулиця» (1956); «Помста» (1957).
У 1982 році поставив на Кіностудії імені Олександра Довженка художній фільм «Попередження» (спільне виробицтво Болгарії, СРСР та НДР), який того ж року отримав одну із головних премій 22-го Міжнародного кінофестивалю у Карлових Варах.